# Výšina (Hanušovická vrchovina)
Výšina (starší název Horka, německy Berghöhe) je vrchol v České republice ležící na severozápadním okraji pohoří Hanušovická vrchovina.

## Geomorfologické zařazení
Vrch Výšina se nachází v celku Hanušovická vrchovina, podcelku Branenská vrchovina, oksku Červenopotoční kotlina a podokrsku Hedečská vrchovina

## Poloha
Výšina se nachází v Hanušovické vrchovině asi 5,5 km severozápadně od nejvyššího vrcholu Jeřábu a asi 1 km severně od města Králíky. Výšina je posledním vrcholem v severozápadním cípu vrchoviny. Severním směrem na ní navazuje masiv Králického Sněžníku, západním a jižním Kladská kotlina.

## Významné stavby
Na svazích Výšiny se nacházejí jednotlivé objekty dělostřelecké tvrze Hůrka, která byla pojmenována podle jejího staršího názvu. Podzemní systém tvrze se nachází v nitru kopce, objekt dělostřelecké věže K-S 12 přímo na kótě. Tvrz byla vybudována v rámci československého opevnění před druhou světovou válkou proti Německu. Je provozována jako muzeum.

## Vodstvo
Výšina je odvodňována pravými přítoky Tiché Orlice. Ze severu Lipkovským potokem a z jihu Králickým potokem. Jeho bezejmenný pravý přítok vyvěrá v jižním svahu vrchu v blízkosti vchodového objektu tvrze Hůrka. Vývěr je ve skutečnosti vývodem tvrzové kanalizace. Bezprostředně pod ním se nachází nevelký rybník, podle něhož nese vchodový objekt tvrze krycí název U rybníčku.

## Vegetace
Na vrcholu Výšiny se nachází louka lemovaná nevelkými smíšenými lesíky a remízky. Na svazích se nacházejí pole.

## Turistika
Vrcholová část je zpřístupněna pomocí naučné stezky vojenské historie Králíky. V jejím rámci zde bylo vybudováno několik informačních tabulí věnujících se problematice československého opevnění. Pod západním svahem prochází po silnici Králíky – Prostřední Lipka červená turistická značka Králíky – Králický Sněžník.